# Children Shouldn’t Play with Dead Things
Children Shouldn’t Play with Dead Things (tytuły alternat. Revenge of the Living Dead, Things From the Dead, Things from the Grave; tytuł roboczy Zreaks) – amerykański film fabularny z 1972 roku, napisany przez Boba Clarka i Alana Ormsby’ego oraz wyreżyserowany przez samego Clarka. Fabuła koncentruje się na losach grupy zaprzyjaźnionych artystów; odwiedzają oni odizolowaną wyspę, na której pochowani są niebezpieczni kryminaliści. Children Shouldn't Play with Dead Things jest niskobudżetowym filmem o zombie, częściowo inspirowanym Nocą żywych trupów George’a A. Romero. Niektórzy obsadzeni w projekcie aktorzy są przyjaciółmi reżysera z college'u. Premiera obrazu odbyła się 28 lutego 1973 w Los Angeles.
Horror uznaje się za kultowy. W książce Encyclopedia of Horror filmoznawcy Tom Milne, Paul Willemin i Phil Hardy stwierdzili, iż ze względu na budżet oraz liczebność ekipy realizacyjnej filmu, efekty specjalne w wykonaniu Alana Ormsby'ego można uznać za „zaskakująco efektowne”. Autorzy publikacji Uranian Worlds: A Guide to Alternative Sexuality in Science Fiction, Fantasy, and Horror, Eric Garber i Lyn Paleo, sugerowali, że Children Shouldn’t Play with Dead Things jest pierwszym filmem grozy, który w pozytywny (choć stereotypowy) sposób przedstawia postaci gejowskie o istotnym dla fabuły znaczeniu (bohaterowie grani przez Roya Englemana oraz Roberta Philipa).

## Obsada
- Alan Ormsby – Alan
- Valerie Mamches – Val
- Jeff Gillen – Jeff
- Anya Ormsby – Anya
- Paul Cronin – Paul
- Jane Daly – Terry
- Roy Engleman – Roy
- Robert Philip – Emerson
- Bruce Solomon – Winns
- Alecs Baird – dozorca
- Seth Sklarey – Orville Dunworth

## Remake
W 2007 roku miał został wydany remake filmu, jednak realizację obrazu wstrzymała niespodziewana śmierć Boba Clarka – związanego z projektem. Chęć produkcji horroru wyraziło następnie, w listopadzie 2010, studio Gravesend Film Enterprises.